# Pierre Plantard
Pierre Athanase Marie Plantard (ur. 18 marca 1920, zm. 3 lutego 2000) – francuski kreślarz, dziennikarz znany z fabrykowania dowodów i utworzenia mistyfikacji, której głównym wątkiem był Zakon Syjonu utworzony przez niego w 1956 roku. W późniejszych latach proklamował się ostatnim potomkiem Merowingów, co za tym idzie jedynym prawowitym spadkobiercą władzy we Francji.

## Wczesne lata
Pierre Plantard był dzieckiem Pierre'a (zmarłego w 1922 roku) i Amélie, z domu Raulo. W 1934 poznał swojego ezoterycznego mentora Georges'a Montiego związanego z większością ówczesnych tajnych stowarzyszeń. Czas dorastania Plantarda przypadł na trudne czasy dwudziestolecia międzywojennego. Przewodnim hasłem tego pokolenia było: „już nigdy więcej!” odnoszące się do strat i zniszczenia po I wojnie światowej. W tamtym okresie, idąc w myśl społecznej naprawy moralnej i jednoczenia młodzieży, siedemnastoletni Pierre w 1937 powołał do życia organizacje o nazwie Rénovation Nationale Française – Francuska Odnowa Narodowa oraz Ugrupowanie Młodzieży Katolickiej, które zaczęło organizować religijne kluby młodzieżowe na terenie całego Paryża.

## Lata 1939–1945
W 1939 rozpoczął studia na wydziale archeologii gdzie spotkał Philippe'a de Chériseya (późniejszego współpracownika). Jednocześnie podjął pracę zakrystiana w kościele, wskutek czego utracił swoją wiarę. Przejście na ateizm przez Plantarda jest kluczem do zrozumienia jego późniejszej działalności.
W 1940 roku Plantard wysłał do Pétaina list podpisany pseudonimem Varrande Vérestra. W liście tym zawarta była prośba o pomoc w walce ze „strasznym żydowsko-masońskim spiskiem” grożącym całemu światu i oskarżenie Żydów o wybuch wojny. Treści te przyczyniły się do zarządzenia przez ówczesnego Ministra Spraw Wewnętrznych rządu Vichy policyjnego śledztwa w sprawie „de Vérestry”.
Następny krok Plantarda to zarejestrowanie zakonu Alfa Galatea, którego był wielkim mistrzem i wydawanie czasopisma „Vaincre” (pokonać), związanego z nowym zakonem. Z treści „Vaincre” wynikało, że celem Alfy Galatei jest przywrócenie francuskiej młodzieży rycerskich ideałów. Mimo deklarowanej apolityczności, statut zakonu zawierał zapis "Zakon jest bezwzględnie zamknięty dla Żydów i podejrzanych o przynależność do ugrupowań judeomasońskich". W 1989 roku ogłoszono, że pierwszym założycielem Alfy Galatei był znany okultysta Georges Monti.
Od października 1943 do lutego 1944 Plantard przebywał w więzieniu we Fresnes pod Paryżem za działalność w ruchu oporu. W protokołach policyjnych z 1945 Plantard nie figurował jako notowany, co może sugerować, że został uwięziony z inicjatywy władz francuskich. W grudniu 1945 ożenił się z Anne-Léa Hisler (zm. w 1971 r.).

## Lata powojenne
Twierdził, że w latach 60. pod pseudonimem „kapitan Way” był jednym z dowodzących francuskimi Komitetami Bezpieczeństwa Narodowego współpracującymi z de Gaulle'em.
W 1956 roku złożył wniosek o rejestrację stowarzyszenia o nazwie Konwent Syjonu (i nazwie skrótowej CIRCUIT). Jako siedzibę stowarzyszenia podano prywatny adres Plantarda. W dokumencie wymieniono 4 członków: André Bonhomme (prezes, pseudonim Stanis Bellas), Pierre Plantard (sekretarz generalny, pseudonim Chyren), Jean Deleaval (wiceprezes), Armand Defago (skarbnik).
CIRCUIT to skrót od Chevalerie d'Institution et Règle Catholique et d'Union Indépendante Tradionaliste czyli Rycerstwo Nauki i Zasad Katolickich oraz Niezależnego Związku Tradycjonalistów. Plantard rozpoczął wydawanie biuletynu „Circuit” (ok. tuzina numeró, który p Poruszah sprawe niezwiązane ezoteryzm, między innymi dotyczące osiedli mieszkaniowych i problemów które przysparzały im lokalne władze Zakonu Syjonu. Jedyny artykuł o treściach ezoterycznych to ukazujący obsesje Plantarda traktat o wprowadzeniu nowego systemu astrologicznego z trzynastoma znakami zodiaku (nowym znakiem miał być „wężownik”).

## Rennes-Le-Château

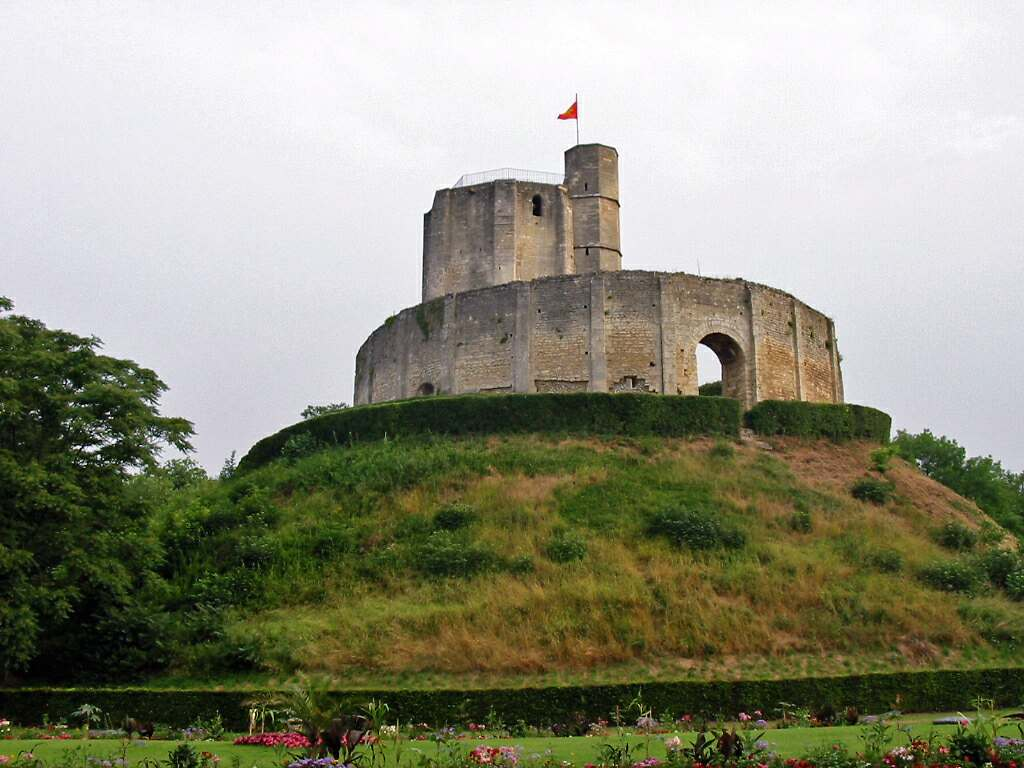
Zamek w Gisors

Plantard był zainteresowany historią Rennes i pobliskiego Gisors, razem z rzekomym skarbem odnalezionym przez Saunière'a, przez cały późniejszy okres swojego życia. W wielu z eskapad w tamte rejony towarzyszył mu Philippe de Chérisey. W latach 60. można odnotować jego wyraźny wpływ na dwie książki dotyczące historii oraz rzekomych skarbów Rennes i Gisors – napisane przez Gérarda de Séde mające niemalże charakter materiałów propagandowych Konwentu Syjonu „Templariusze są wśród nas” z 1962 roku i druga z 1967 „Złoto z Rennes”. W tym okresie Plantard utrzymywał, iż jest w posiadaniu dokumentów stwierdzających miejsce zakopania skarbu templariuszy, lecz wiedza ta jest tylko dostępna dla „wtajemniczonych”. W 1962 z polecenia Ministra Kultury rozpoczęto wykopaliska, które nadzorował Pierre Plantard (pozostając z dala od kontaktu z mediami). Wykopaliska z niejasnych przyczyn przerwano co wzbudziło jeszcze większą fascynację opinii publicznej skarbem. Dzięki wysiłkom Plantarda zagubiona w górach wioska Rennes-le-Château i jej tajemnica zyskała międzynarodowy rozgłos.
Pierre Plantard jest powszechnie podejrzewany o stworzenie „Dossiers secrets” dokumentów ściśle związanych z Konwentem Syjonu i udowadniających jego wiarygodność na przestrzeni wieków. „Dossiers secrets” są uznawane za niebywale wyrafinowaną mistyfikację Plantarda i jego środowiska, wykorzystująca między innymi historię Rennes-Le-Chateau. W dokumentach tych zawarta jest genealogia rodu Merowingów wskazująca na Plantarda jako ostatniego spadkobiercę tej dynastii czyniąc go jedynym słusznym pretendentem do tytułu króla Francji.

## Tytuły
Od 1972 używał nazwiska Plantard de Saint-Clair powołując się na rzekome prawa do tytułu hrabiego de Saint-Clair. Zabieg ten miał na celu przyznanie Plantardowi splendoru słynnego anglo-normańskiego rodu St Clair/Sinclair mającego związki z ezoteryzmem, templariuszami, początkami wolnomularstwa i kaplicą Rosslyn. Nie wiadomo czy ten tytuł faktycznie mu przysługuje, o czym może decydować fakt iż w świadectwie urodzenia ojciec figuruje jako skromny kamerdyner. Plantard tłumaczył to tym, że metryka została podmieniona w czasach okupacji by ukryć tożsamość ojca (co było dosyć częstym zabiegiem arystokracji we Francji). Natomiast w 1972 roku Plantard senior i junior w niewyjaśnionych okolicznościach otrzymali dwa tytuły - de Saint-Clair, hrabia de Saint-Clair i hrabia de Rhedae, które to „Rhedae” ma związek z miejscowością Rennes.
W 1984 roku po 3 latach sprawowania urzędu Pierre Plantard zrzekł się tytułu wielkiego mistrza Konwentu Syjonu. Powrócił do tej funkcji na zaledwie parę miesięcy w roku 1989, po czym abdykował ponownie na rzecz swojego syna Thomasa Plantarda. Ostatnie 10 lat życia spędził w odosobnieniu w miejscowości Perpignan.
W 1993 roku Pierre Plantard przed sądem pod przysięgą zeznał, że cała historia jest zmyślona, a po przeszukaniu jego mieszkania znaleziono kilka innych sfałszowanych dokumentów, w tym i takie, które miały świadczyć, iż jest on królem Francji.